# Рудольфові таблиці
«Рудольфові таблиці» (лат. Tabulae Rudolphinae) — астрономічні таблиці рухів планет, які склав Йоганн Кеплер на основі спостережень Тихо Браге.

## Опис книги

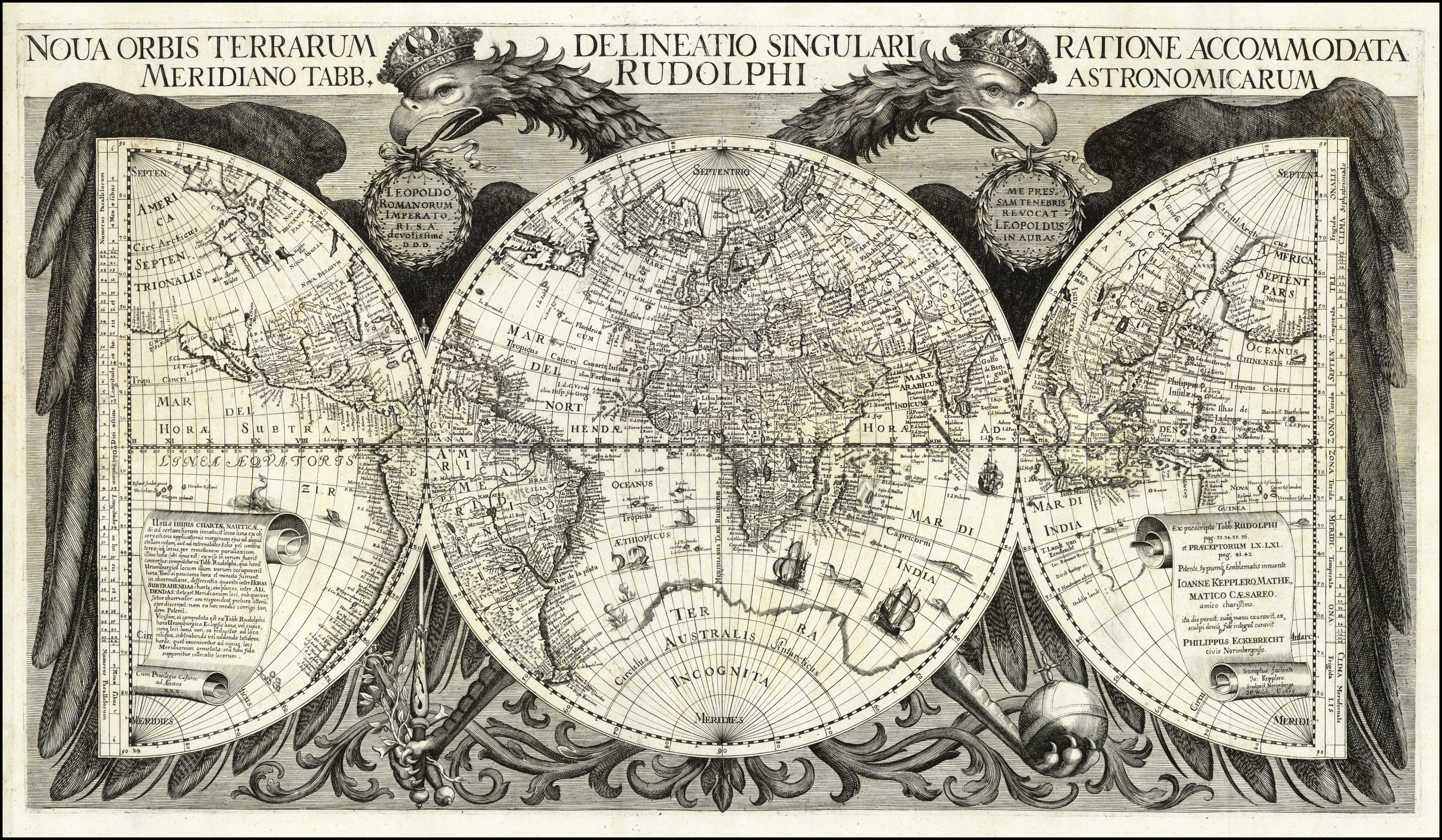
Карта світу, опублікована в Рудольфових таблицях.

Рудольфові таблиці — перші планетні таблиці, складені на основі геліоцентричної системи світу. Це остання велика праця Кеплера. Опублікована в Ульмі 1627 року, куди Кеплер переїхав разом із сім'єю з Лінца, домовившись про видання таблиць.
Таблиці названо на честь імператора Священної Римської імперії Рудольфа II. Це були перші таблиці руху планет, складені за допомогою логарифмічних обчислень та на основі законів руху планет. Кеплер був першим, хто застосував логарифмічні обчислення в астрономії, і Рудольфові таблиці він зміг завершити лише завдяки новому засобу обчислень.
Понад сто років таблиці слугували настільною книгою астрономів та мореплавців.